# لنت‌گراف‌نشین هسن-کاسل
حکمرانی هسن-کاسل (به آلمانی: Landgrafschaft Hessen-Kassel) یک دولت در آلمان است که در آلمان واقع شده‌است.
در اغلب متون تاریخی با نام هسن-کاسل شناخته شده و در حقیقت یک نوع حکمرانی ایجاد شدهٔ متعلق به دوران قرون وسطای آلمان و یک دولت در امپراتوری مقدس روم بشمار می‌رفت که به طور مستقیم تابع امپراتور بود، پس از مرگ فیلیپ یکم، حکمران هسن در سال ۱۵۶۷ حکمرانی هسه تقسیم شد.
فرزند ارشد او ویلیام نیمهٔ شمالی به پایتختی کاسل را به ارث برد و فرزندان دیگر هر کدام تعدادی حکمرانی و بخش‌های مشتقات این سرزمین‌ها را دریافت کردند